# Czesław Czyżyński
Czesław Czyżyński (ur. 22 kwietnia 1896 w Gnieźnie, zm. 27 września 1920 w Łodzi) – żołnierz armii niemieckiej, powstaniec wielkopolski, podoficer Wojska Polskiego w II Rzeczypospolitej, kawaler Orderu Virtuti Militari.

## Życiorys
Czesław Czyżyński (Chyżyński) urodził się w rodzinie Kazimierza i Bronisławy z Jankowskich.  Absolwent szkoły powszechnej, praktykant adwokacki w Gnieźnie. W 1916 wcielony do armii niemieckiej i w jej szeregach walczył na frontach I wojny światowej W 1919 wstąpił do Armii Wielkopolskiej i otrzymał przydział do 2 pułku strzelców wielkopolskich. W jego składzie walczył na froncie litewsko-białoruskim, a wiosną 1920 awansował na stopień sierżanta i pełnił funkcję adiutanta III batalionu.
Podczas walk pod Bobrujskiem, przy pomocy brawurowego ataku dokonał rozpoznania sił nieprzyjaciela. Za bohaterstwo w walce odznaczony został Krzyżem Srebrnym Orderu Virtuti Militari.
W walkach pod Kobryniem został ciężko ranny. Zmarł w szpitalu wojskowym w Łodzi.

## Ordery i odznaczenia
- Krzyż Srebrny Orderu Virtuti Militari (nr 574)